# بالگردگاه ایمایدن
بالگردگاه ایمایدن (به انگلیسی: IJmuiden Heliport) یک بالگردگاه است که در شهر فلسن کشور هلند قرار دارد و در ارتفاع ۰ متری از سطح دریا واقع شده‌است.